# Trichocepheus auriculus
Trichocepheus auriculus är en kvalsterart som beskrevs av Grobler 1995. Trichocepheus auriculus ingår i släktet Trichocepheus och familjen Tetracondylidae. Inga underarter finns listade i Catalogue of Life.